# Leptichnus
Leptichnus é um género de gastrópode  da família Helicarionidae.
Este género contém as seguintes espécies:
- Leptichnus bernardi van Goethem